# Xanthoparmelia crespoae
Xanthoparmelia crespoae är en lavart som beskrevs av Elix, Louwhoff & M. Molina. Xanthoparmelia crespoae ingår i släktet Xanthoparmelia och familjen Parmeliaceae.   Inga underarter finns listade i Catalogue of Life.